# Sérézin-du-Rhône
Sérézin-du-Rhône ist eine französische Gemeinde mit 3.057 Einwohnern (Stand: 1. Januar 2022) im Département Rhône in der Region Auvergne-Rhône-Alpes. Sérézin-du-Rhône gehört administrativ zum Arrondissement Lyon und ist Teil des Kantons Saint-Symphorien-d’Ozon. Die Einwohner werden Sérézinois genannt.

## Geographie
Sérézin-du-Rhône liegt etwa 15 Kilometer südlich von Lyon an der Rhône, in deren Seitenkanal Dérivation de Pierre Bénite hier der Ozon einmündet.

### Nachbargemeinden
Umgeben wird Sérézin-du-Rhône von den Nachbargemeinden Solaize im Norden, Saint-Symphorien-d’Ozon im Osten, Communay im Südosten, Ternay im Süden sowie Vernaisson im Westen und Nordwesten.

## Bevölkerungsentwicklung
| Jahr                       | 1962 | 1968 | 1975 | 1982 | 1990 | 1999 | 2006 | 2012 |
| Einwohner                  | 917  | 1088 | 1727 | 1834 | 2257 | 2388 | 2451 | 2584 |
| Quellen: Cassini und INSEE |      |      |      |      |      |      |      |      |

## Verkehr
Durch die Gemeinde führt die Autoroute A7.

## Sehenswürdigkeiten
- Kirche Saint-Maurice

|  |

## Städtepartnerschaft
Pflach in Tirol in Österreich; seit 1988